# Collinsville (Mississippi)
Collinsville è un centro abitato e un census-designated place (CDP) degli Stati Uniti d'America, situato nella contea di Lauderdale, nello Stato del Mississippi.